# 파라과나가시주머니생쥐
파라과나가시주머니생쥐(Heteromys oasicus)는 주머니생쥐과에 속하는 설치류의 일종이다. 베네수엘라 파라과나반도 안에 있는 해발 200m의 두 군데 모식산지, 세로 산타 아나(Cerro Santa Ana)와
필라 데 몬테 카노(Fila de Monte Cano)가 알려져 있다. 분포 지역의 대부분이 건조한 관목 지대로 이루어져 있지만, 파라과나가시주머니생쥐는 육생 식물 아나나스류와 같은 상록수 및 준-탈락성 식생과 함께 운무림 또는 중습 서식지를 제공하는 높은 지역에서 발견된다. 물가 근처에서 발견될 가능성이 좀더 높다. 염소과 개발때문에 서식지 악화로 멸종 위협을 받고 있다.